# Estación Ingeniero Moneta
Ingeniero Moneta es una estación ferroviaria ubicada en la localidad del mismo nombre, en el Partido de San Pedro, Provincia de Buenos Aires, República Argentina.

## Toponimia
Su nombre evoca al ingeniero italiano Pompeyo Moneta, quien llegó a Buenos Aires en 1860 para dictar la cátedra de Física Experimental en la universidad. El gobierno argentino le confió la dirección del Departamento de Ingeniería, realizando gran parte de los estudios preliminares de los ferrocarriles argentinos. La Estación Ingeniero Moneta, ubicada en el Partido de San Pedro, provincia de Buenos Aires, fue inaugurada en 1912 por el Ferrocarril Central Córdoba.

## Servicios
Hasta 1977 prestaba servicios de pasajeros pero fue desmantelado ese año, actualmente es sólo de cargas. Sus vías corresponden al Ramal CC del Ferrocarril General Belgrano. Sus vías e instalaciones están concesionadas a la empresa Trenes Argentinos Cargas.